# PQ Возничего
PQ Возничего (лат. PQ Aurigae) — одиночная переменная звезда в созвездии Возничего на расстоянии (вычисленном из значения параллакса) приблизительно 5240 световых лет (около 1607 парсеков) от Солнца. Видимая звёздная величина звезды — от +14,9m до +14m.

## Характеристики
PQ Возничего — красный гигант, пульсирующая полуправильная переменная звезда типа SRB (SRB) спектрального класса M3. Радиус — около 61,72 солнечных, светимость — около 409,106 солнечных. Эффективная температура — около 3304 К.